# Björnekulla församling
Björnekulla församling var en församling i Lunds stift och i Åstorps kommun. Församlingen uppgick 2002 i  Björnekulla-Västra Broby församling.

## Administrativ historik
Församlingen har medeltida ursprung.
Församlingen var till 2002 moderförsamling i pastoratet Björnekulla och (Västra) Broby. Församlingen uppgick 2002 i  Björnekulla-Västra Broby församling.

## Kyrkor
- Björnekulla kyrka